# Охеда, Ричард
Ричард Нис Охеда II (англ. Richard Neece Ojeda II; род. 25 сентября 1970, Рочестер, Миннесота, США) — американский политик, педагог, бывший военнослужащий — отставной майор армии США. Бывший сенатор от 7-го района в сенате Западной Виргинии (2016—2019), член демократической партии США. Провёл короткую компанию по выдвижению своей кандидатуры на президентских выборах США в 2020 году.

## Молодость и образование
Охеда родился в Рочестере, штат Миннесота, в семье Флорены (Пансера) и Ричарда Н. Охеда. Он родился в демократической семье и был зарегистрирован как демократ. Он отметил, что «когда я учился в средней школе, быть республиканцем было все равно что ругаться». Дед Охеды по отцовской линии был иммигрантом без документов из мексиканского штата Халиско, который приехал в Западную Вирджинию во время угольного бума, чтобы попытаться заработать на жизнь, а затем получил гражданство. Один из бабушек и дедушек Охеды погиб в результате несчастного случая на шахте после войны во Второй мировой войне. Отец Охеды родился в Соединенных Штатах, но переехал в Мексику и жил там до 8 лет. Отец Охеды работал анестезиологом. Охеда также имеет итальянское происхождение.
Охеда окончил среднюю школу Логан в 1988 году. Охеда получил степень бакалавра в области общего образования в Университете штата Западная Вирджиния, государственном и исторически черном университете в Институте, Западная Вирджиния. Кроме того, Охеда получила степень магистра в области деловой и организационной безопасности в Университете Вебстера, частном и некоммерческом университете в Вебстер-Гровс, штат Миссури.

## Военная служба и педагогическая карьера
Охеда сказал: «Откуда я родом, когда ты заканчиваешь среднюю школу, у тебя есть только три варианта: копать уголь, продавать наркотики или вступать в армию. И я выбрал армию». Он прослужил 24 года в армии Соединенных Штатов, начиная с воинского звания до прохождения офицерской подготовки и повышения до звания майора. Он получил две бронзовые звезды. Во время службы он провел время в Корее, Гондурасе, Иордании, Гаити, Афганистане и Ираке, [1] где он был прикреплен к 20-й инженерной бригаде.
Уволившись из армии, Охеда работал инструктором ROTC в региональной средней школе Чепменвилля с 2013 по 2017 год, подал в отставку из-за нехватки времени, связанной с его служением в качестве государственного сенатора, теперь в дополнение к его баллотированию в Конгресс. Он помог организовать учебный корпус младших офицеров запаса в местной средней школе. Он основал некоммерческую организацию социальных служб, Logan Empowerment Action and Development, которая занималась уборкой жилья, ёлочными игрушками, обеспечивала питание для нуждающихся и собирала деньги на обувь для детей. В это время Охеда также начал писать письма редактору «Знамени Логана». В результате Ojeda был приглашен сенатором WV Джо Манчинна Государство Союза 2013 года в качестве гостя. Охеда решил заняться политикой, слушая, как сенатор Манчин обсуждает различия в распределении «производственных центров» в разных регионах WV.

## Политическая карьера
Охеда занялся политикой в 2014 году, баллотировавшись в Конгресс в 3-м округе Западной Вирджинии. Он набрал 34 % голосов на первичных выборах в Демократической партии, проиграв действующему Нику Рахаллу, которому бросил вызов Охеда, потому что он полагал, что Рахалл не делал достаточно для продвижения интересов района.

### Сенат Западной Виргинии
Охеда подвергся нападению на первичном предвыборном мероприятии 8 мая 2016 года в округе Логан, штат Западная Вирджиния. Нападавший Джонатан С. Портер, который имел связи с оппонентом Охеды, получил 1-5 лет тюрьмы и штраф в размере 500 долларов США в рамках сделки о признании вины. Охеда выиграл Демократическое Первоначальное общество для 7-го округа Сената Западной Вирджинии, победив действующего Арта Киркендолла. На всеобщих выборах, состоявшихся 8 ноября 2016 года, он победил республиканских Иорданских мостов почти на 18 очков.
В Сенате Западной Вирджинии Охеда выступила спонсором Закона о медицинской каннабисе в Западной Вирджинии, законодательного акта о легализации медицинской марихуаны, который был подписан губернатором Джимом Джастисом 19 апреля 2017 года.
В Сенате он призвал к увеличению заработной платы учителей, утверждая, что низкая заработная плата приведет к забастовкам и уходу учителей из штата. В январе 2018 года он раскритиковал предложение губернатора Западной Вирджинии Джима Джастиса о повышении заработной платы учителей на 1-2 %, заявив, что этого недостаточно.
Охеда заявил, что «я не думаю, что я когда-либо голосовал за демократа за президента», и поддержал Дональда Трампа в 2016 году. Он сказал Политико, что голосовал за Трампа, потому что первоначально полагал, что Трамп сделает что-то для Западной Виргинии. К 2018 году он выразил сожаление по поводу голосования за Трампа, сказав, что «он не сделал дерьмо», и он «заботится о чертовых людях, от которых он должен избавиться». Охеда поддержал Берни Сандерса на праймериз Демократической партии США 2016 года.
Охеда покинул Сенат Западной Вирджинии 14 января 2019 года.

### Забастовка учителей
Охеда привлёк национальное внимание, когда стал активным сторонником забастовки учителей Западной Виргинии в 2018 году и выступил за легализацию каннабиса в штате. После улучшения результатов демократов на 32 процентных пункта во время его неудачной борьбы с Кэрол Миллер в 3-м округе Западной Вирджинии на выборах 2018 года, где он потерпел поражение более чем на 10 процентных пунктов.

### Президентская кампания 2020 года
В ноябре 2018 года он подал в Федеральную избирательную комиссию заявление о создании главного избирательного комитета Ричарда Охеды в качестве кандидата в президенты Соединенных Штатов и начал сбор средств на президентскую компанию.
В то время как Охеда считает себя умеренно либеральным политиком, его взгляды больше уподобляются левому движению — поддерживающему легализацию каннабиса, Медикэр для всех (всеобщее здравоохранение), подотчётность органов государственной власти и искоренение лоббизма.
25 января 2019 года объявил о прекращении сбора средств и о выбывании из президентской гонки.